# 理县杜鹃
理县杜鹃（学名：Rhododendron trichogynum）为杜鹃花科杜鹃花属下的一个种。

## 扩展阅读
- 維基物種上的相關：理县杜鹃